# 11 Pułk Grenadierów (Imperium Rosyjskie)
11 Fanagoryjski Pułk Grenadierów (ros. 11-й гренадерский Фанагорийский генералиссимуса князя Суворова, ныне Его Императорского Высочества Великого Князя Дмитрия Павловича полк) – pułk piechoty okresu Imperium Rosyjskiego.

## Charakterystyka
Sformowany 25 maja 1790.
Stacjonował między innymi w Moskwie.

 W przededniu I wojny światowej pułk etatowo posiadał cztery bataliony po cztery kompanie oraz kompanię tyłową. Kompania piechoty czasu wojny liczyła około 240 żołnierzy i 4–5 oficerów. Na szczeblu pułku występował także pododdział karabinów maszynowych (8 km), łączności (w tym 14 konnych gońców i 21 telefonistów) i zwiadowczy (64 zwiadowców, w tym 4 kolarzy). W sumie pułk liczył około 4000 żołnierzy.

## Podporządkowanie
Lipiec 1914:
- 25 Korpus Armijny – Moskwa
  - 3 Dywizja Grenadierów – Moskwa
    - 11 Fanagoryjski pułk grenadierów – Moskwa.